# William P. Barr
William Pelham Barr (ur. 23 maja 1950 w Nowym Jorku) – amerykański prawnik i polityk, prokurator generalny Stanów Zjednoczonych w latach 1991–1993 oraz 2019-2020.

## Życiorys
Urodzony 23 maja 1950 r. w Nowym Jorku, syn Donalda Barra i Mary Margaret Ahern Barr. Ukończył studia politologiczne w 1971 r., a dwa lata później uzyskał magisterium w dziedzinie polityki chińskiej na Columbia University. Doktoryzował się w 1977 r. w zakresie prawa na George Washington University. W tym samym okresie pracował jako analityk CIA. Od 1977 do 1978 r. Barr był asystentem sędziego Malcolma Wilkeya w sądzie apelacyjnym Dystryktu Kolumbii. Następnie do 1982 r. pracował w firmie prawniczej Shaw, Pittman, Potts & Trowbridge. Od 3 maja 1982 do 5 września 1983 r., za prezydentury Ronalda Reagana, pracował jako zastępca asystenta dyrektora ds. polityki prawnej w zespole polityki wewnętrznej Białego Domu, po czym w 1984 r. wrócił na pięć lat do praktyki prawniczej.
W 1989 r. podjął pracę w Departamencie Sprawiedliwości jako asystent prokuratora generalnego w biurze doradztwa prawnego, a w maju następnego roku został jego zastępcą odpowiedzialnym za bieżące zarządzanie Departamentem. Od 15 sierpnia 1991 r. był tymczasowo pełniącym obowiązki prokuratora generalnego, po tym jak Dick Thornburgh podał się do dymisji. 21 listopada tego samego roku został mianowany na stanowisko 77. prokuratora generalnego w administracji George’a H.W. Busha, na którym pozostał do 20 stycznia 1993 r., kiedy rządy objęła nowa administracja. Po odejściu z rządu pracował jako radca prawny i wiceprezes w GTE Corporation (potem pod nazwą Verizon), a w 2008 r. przeszedł na emeryturę.
Za czasów prezydentury Donalda Trumpa krytykował śledztwo prokuratora Roberta Muellera w sprawie rosyjskich kontaktów otoczenia Trumpa, twierdząc że Mueller zatrudnił zbyt wielu prawników sympatyzujących z Demokratami, oraz popierał pomysł wszczęcia śledztwa w sprawie podejrzeń wobec Hillary Clinton o korupcję. Zdecydowanie popierał zwolnienie Jamesa Comeya z funkcji dyrektora FBI, co wyraził w napisanym przez siebie artykule prasowym. Tym działaniem zwrócił na siebie uwagę prezydenta Trumpa, który rozważał wiosną 2017 r. zatrudnienie go jako adwokata reprezentującego go w tzw. rosyjskim śledztwie. Ostatecznie do zatrudnienia nie doszło, ale w grudniu 2018 r. Trump nominował Barra na stanowisko prokuratora generalnego. Kandydatura została zaakceptowana przez Senat 14 lutego następnego roku i tego samego dnia Barr został zaprzysiężony, obejmując urząd.